# Ponta do Munduba
A Ponta do Munduba está situada a leste do litoral paulista, na cidade brasileira de Guarujá. Foi descoberta em 1578 pelo bandeirante português Carlos de Munduba. Em sua busca por objetos indígenas de valor, ele desviou de sua rota e saiu em um ponto litorâneo nunca antes descoberto, que batizou de Ponta do Munduba.